# Борис Злоковић
Борис Злоковић (16. март 1983) бивши је црногорски ватерполиста. Са репрезентацијом Србије и Црне Горе освојио је златну медаљу на Светском првенству 2005. у Монтреалу, а са репрезентацијом Црне Горе златну медаљу на Европском првенству 2008. у Малаги. Са јуниорском репрезентацијом Југославије освојио је Европско првенство 2002. у Барију.